# Unai Emery
Unai Emery vagy teljes nevén Unai Emery Etxegoien (Hondarribia, Gipuzkoa, 1971. november 3. –) baszk származású spanyol labdarúgó-menedzser, jelenleg az Aston Villa FC edzője. 2016-tól két szezonon át a Paris Saint-Germain, majd 2018-tól 2019 novemberêig az Arsenal vezetőedzője volt.
Labdarúgóként több mint 200 bajnokit játszott a Segunda Divisiónben. Bal oldali középpályásként játszott aktív korában. Viszonylag szerény futballista karriert tudhatott maga mögött. Elsősorban a másodosztályban és a harmadosztályban szerepelt, de azért debütált a spanyol első osztályban is.
Labdarúgói pályafutását befejezve sportmenedzser lett. A 2012-13-as szezonra az orosz FK Szpartak Moszkva vezetőedzője, majd 2013-tól a Sevilla FC-nél folytatta és csapatával egymást követő három évben is megnyerte az Európa-ligát.

## Pályafutása

### Játékosként
1971 november 3-án született Hondarribiában a Baszkföld északkeleti részén fekvő Gipuzkoa tartományban. A Real Sociedad akadémiáján kezdte pályafutását. 1990-1995 között a Real Sociedad B csapatban szerepelt másodosztályban. 1995-1996 között öt mérkőzésen a felnőtt csapatban is szerephez jutott, mint kiegészítő ember. Az Albacete ellen gólt is sikerült szereznie.
A Real Sociedadnál nem tudta kiharcolni a helyét a csapatban, így tovább állt és a CD Toledo csapatába igazolt. 4 évet töltött el a klubnál a másodosztályban. Alapember lett klubjában és több mint 100 bajnokin szerepelt. Amikor a CD Toledo kiesett a harmadosztályban, akkor Emery a másodosztályba frissen feljutott Racing Ferrol csapatába igazolt. 2 évig játszott a klubban.
A CD Leganés csapatában 1 szezont szerepelt. 2003-ban aláírt a Lorca Deportiva csapatához, ahol sérülése közben átvette a csapatot, mint menedzser. Quique Yagüe edzőt elbocsátották sikertelenség miatt és Emery-t kérték fel a megüresedett poszt betöltésérre. 2004 novemberében visszavonult a profi játéktól és edzőként folytatta pályafutását.

### Edzőként

#### Lorca és Almería
Az első szezonjában segítette a Lorca Deportiva-t a harmadosztályból való feljutásban. A kupában a legjobb 32 között búcsúztatta a Málaga CF csapatát a következő fordulóban már nem bírt az Atlético de Madrid csapatával. A második szezonjában a másodosztályban az 5. helyen végeztek.
A 2006/07-es szezonban vette át a Almería csapatát a másodosztályban és a második helyen végeztek, így sikeresen feljutottak az első osztályba. A La Ligában meglepetésre a 8. helyen végeztek a szezon végén. Ennek hatására a Valenciánál Ronald Koemant váltotta.

#### Valencia
2008 és 2009 között, az első szezonja a Valenciával, Emery egészen a hatodik helyre vezette őket, így kvalifikálva magát az UEFA Európa Ligába, a klub súlyos pénzügyi problémái ellenére. 2010 Májusában Emery szerződését egy évvel meghosszabbították. Emery 2012 júniusában távozott a klubtól, miután ismét harmadik lett 2011-ben és 2012-ben.

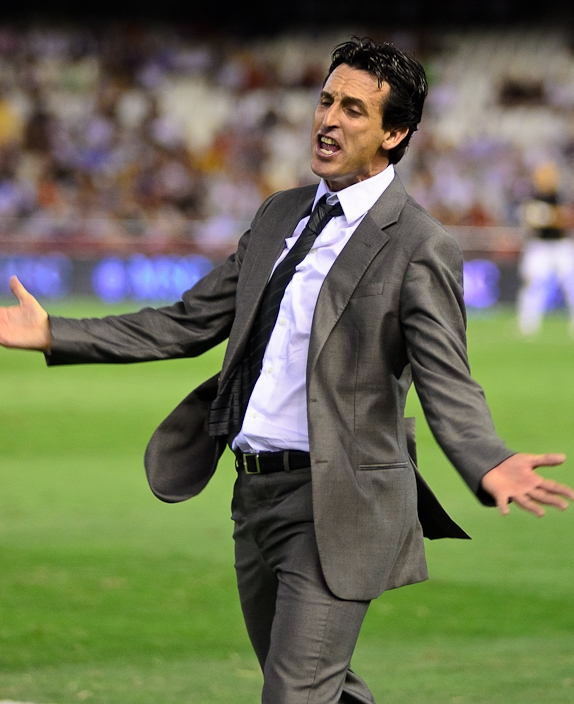
Emery a Valencia CF vezetőedzője

##### Kezdetek
Az első szezonjában a Valencia kispadján a 6. helyig vezette klubját, így indulhatott az Európa-ligában, annak ellenére, hogy a klub komoly pénzügyi problémákkal küszködött. A 2008–2009-es UEFA-kupában a legjobb 32-ig jutottak, ahol az ukrán Dinamo Kijiv idegenben lőtt góllal búcsúztatta őket. A kupában a negyeddöntőben a Sevilla FC ellen estek ki.
a 2009-10-es szezonban a harmadik helyre vezette a Valenciát, így két év kihagyás után újra indulhatott a bajnokok ligájában. A 2009–2010-es Európa-ligában a negyeddöntőben az Atlético Madrid ellen maradtak alul idegenben lőtt több góllal. A kupában a 16 között szenvedtek vereséget a Deportivo La Coruña ellen.

##### Villa és Silva után
A 2010–2011-es szezonban David Villát a Barcelonának, míg David Sivát a Manchester Citynek adták el. Még így is sikerült hatból öt mérkőzést megnyerniük a szezon elején. A UEFA-bajnokok ligájában a török Bursasport idegenben 4-0-ra verték. A nyolcaddöntőben a Schalke 04 verte ki őket 4-2-es összesítéssel. A kupában a nyolcaddöntőben a Villarreal CF ejtette ki őket. A bajnokságban a harmadik helyen végeztek, így a következő szezonban ismét indulhatnak UEFA-bajnokok ligájában. 2012 júniusa után elhagyja a Valencia CF együttesét. A bajnokságban ismét a harmadik helyen végeztek.

#### Szpartak Moszkva
2012. május 13-án a Szpartak Moszkva tulajdonosa, Leonyid Fedun bejelentette, hogy két évre a csapat edzője lesz Emery. November 25-én a Dinamo Moszkva ellen 5-1 elvesztett derbi volt a Szpartak kispadján az utolsó eltöltött mérkőzése, miután menesztették.

#### Sevilla
2013. január 14-én a Sevilla menedzsere lett, Míchelt váltotta a kispadon, aki az Olimbiakósz SZFP menedzsere lett. A szezont a 9. helyen fejezték be.

##### Paris Saint Germain
2016. június 28-án Emery kétéves megállapodást írt alá a párizsiakhoz. Az első meccsen augusztus 6-án a Lyont 4-1-es arányban verték le, ezzel megnyerve a Trophée des Champions-ot. 2018. április 28-án bejelentette, hogy a szezon végén elhagyja a párizsi klubot. 2017-18-as szezon lezárását követően a német edző, Thomas Tuchel váltotta a kispadon.

##### Arsenal
2018. május 23-án Emeryt kinevezték az Arsenal új vezetőedzőjének, ahol Arsène Wenger utódja lett.
Miután az Európa-ligában csapata hazai pályán 2–1-es vereséget szenvedett az Eintracht Frankfurt együttesétől, egy nappal később, 2019. november 29-én menesztették. Ekkor a londoni klub már hét mérkőzés óta nyeretlen volt, összességében pedig az utolsó 9 mérkőzéséből egyet tudott megnyerni a csapat. Helyét a klub korábbi játékosa, Fredrik Ljungberg vette át átmenetileg, aki június óta volt a csapat segédedzője.

#### Villarreal
2020 nyarán a Villarreal vezetőedzője lett. December 23-án megdöntötte a csapat rekordját a leghosszabb veretlenségi sorozatért, mikor 18 meccsig nem kapott ki a Villarreal.
2021 májusában az Európa-liga döntőjéig vezette a csapatot, miután kiejtették az Arsenalt, ami az első alkalom volt, hogy a Villarreal nemzetközi torna döntőjében szerepelt volna. Május 26-án megnyerte a döntőt a Manchester United ellen, 11–10-re büntetőkkel.
2021 novemberében a Newcastle United megkereste az edzőt, miután a csapatnak új tulajdonosa lett, de ő elutasította a szerződést, mivel szerinte az angol csapatnak nem volt egyértelmű elképzelése a jövőről. A 2021–2022-es bajnokok-ligájában az elődöntőig vezette a csapatot, ahol kikaptak a Liverpool ellen.

#### Aston Villa
2022. október 24-én az Aston Villa bejelentette, hogy Emery lesz a csapat menedzsere, miután 6 millió eurót fizettek az edzőért. A kinevezése november 1-én kezdődött meg.

## Sikerei, díjai

### Klubcsapatokban
Sevilla FC
- Európa-liga – győztes: 2014, 2015, 2016

Paris Saint-Germain
- Ligue 1 – győztes: 2017–18
- Francia kupa – győztes: 2017, 2018
- Francia ligakupa  – győztes: 2016–17, 2017–18
- Francia szuperkupa  – győztes: 2016, 2017

Arsenal FC
- Európa-liga – döntő: 2019

Villarreal CF
Európa-liga – győztes: 2021

#### Egyéni
- Miguel Muñoz Trophy (Segunda División): 2005-06, 2006-07[17]
- A hónap legjobb edzője a La Ligaban: 2014 március, 2015 január
- Az év edzője (UNFP):2017–18
- Premier League – A hónap edzője díj: 2023. április, 2023. december

## Edzői statisztika
2022. május 3-án lett frissítve.
| Csapat              | –tól               | –ig                | Mérleg  | Mérleg | Mérleg | Mérleg | Mérleg |
| Csapat              | –tól               | –ig                | M       | M      | D      | V      | Győz % |
| ------------------- | ------------------ | ------------------ | ------- | ------ | ------ | ------ | ------ |
| Lorca Deportiva     | 2004. december 21. | 2006. június 22.   | 70      | 34     | 16     | 20     | 48.57  |
| Almería             | 2006. június 22.   | 2008. május 22.    | 84      | 39     | 20     | 25     | 46.43  |
| Valencia            | 2008. május 22.    | 2012. május 14.    | 220     | 107    | 58     | 55     | 48.64  |
| Szpartak Moszkva    | 2012. május 14.    | 2012. november 25. | 26      | 12     | 3      | 11     | 46.15  |
| Sevilla             | 2013. január 14.   | 2016. június 12.   | 205     | 106    | 43     | 56     | 51.71  |
| Paris Saint-Germain | 2016. június 28.   | 2018. május 14.    | 114     | 87     | 15     | 12     | 76.32  |
| Arsenal             | 2018. május 23.    | 2019. november 29. | 78\|43  | 16     | 19     | 55.13  |        |
| Villarreal          | 2020. július 23.   | jelenlegi          | 108\|52 | 30     | 26     | 48.15  |        |
| összesen            | összesen           | összesen           | 905     | 480    | 202    | 223    | 53.04  |